# Stanisław Jędraś
Stanisław Jędraś (ur. 8 maja 1925 w Ugodzie, powiat Rawicz, zm. 14 sierpnia 2025 w Lesznie) – polski nauczyciel, działacz społeczny, regionalista, autor i współautor kilkuset publikacji dotyczących regionu leszczyńskiego.

## Życiorys[1][2]
Ukończył szkołę średnią w Lesznie, zdając maturę w 1947 roku. W 1948 roku ukończył Państwowy Kurs Nauczycielski w Poznaniu, a w 1952 roku uzyskał tytuł magistra geografii na Uniwersytecie Poznańskim.
W latach 1952–1965 pracował jako nauczyciel geografii w Państwowym Liceum Pedagogicznym im. Jana Amosa Komeńskiego w Lesznie. Następnie, w latach 1965–2001, był nauczycielem w Zespole Szkół Ekonomicznych w Lesznie (wcześniej funkcjonującym jako Technikum Ekonomiczne oraz Liceum Ekonomiczne). W latach 1973–1986 pełnił funkcję wicedyrektora tej placówki. W 1974 roku uzyskał stopień doktora nauk geograficznych. Mimo przejścia na emeryturę w 1986 roku kontynuował działalność dydaktyczną. W latach 1989–1990 pełnił funkcję wizytatora w zakresie geografii. W latach 1994–1999 wykładał w Wyższej Szkole Marketingu i Zarządzania w Lesznie. W latach dziewięćdziesiątych wykładał również w Wyższej Szkole Komunikacji i Zarządzania w Poznaniu.
Jest autorem i współautorem licznych publikacji dotyczących regionu leszczyńskiego.
Przez wiele lat zajmował się pszczelarstwem.

## Publikacje
Jest autorem 43 książek, współautorem Słownika biograficznego Leszna (Leszno 2004) oraz wielu artykułów w czasopismach ogólnopolskich (m.in. „Geografia w Szkole”, „Poznaj Swój Kraj”, „Aura”) i regionalnych (m.in. „Przyjaciel Ludu”, „Pszczelarstwo”, „Rocznik Leszczyński”, „Zeszyty Osieckie”).
- Z dziejów koła Pszczelarzy w Lesznie. (Leszno 1984)
- Tańczą i śpiewają „Wisieloki” z Szymanowa. (Rawicz 1988)
- Pakosław bliski i nieznany. (Pakosław 1990)
- Zespół Szkół Ekonomicznych im. Jana Amosa Komeńskiego w Lesznie 1912-1992. (wyd. 1, Leszno 1992; wyd.2, Leszno 2002)
- Gmina Osieczna. (Osieczna 1994)
- Ekonomiczne problemy ochrony naturalnego środowiska. (Leszno 1995)
- Miasto i gmina Jutrosin. (Leszno1999)
- Miejska Górka w powstaniu Wielkopolskim. (Leszno 2000)
- [Pięćdziesiąt] 50 lat Leszczyńskiego Przedsiębiorstwa Budowlanego 1950-2000. (Leszno 2000)
- Ziemia rawicka w Powstaniu Wielkopolskim 1918-1919. (Rawicz 2001)
- [Sto czterdzieści] 140 lat Straży Pożarnej w Rawiczu 1864-2004. (Rawicz 2004)
- Miasto i gmina Bojanowo. (Leszno 2005)
- Gmina Pakosław: zielona kraina nad Orlą. (Leszno 2006)
- Wspomnienia z pracy w Państwowym Liceum Pedagogicznym im. Jana Amosa Komeńskiego w Lesznie. (Leszno 2006)
- Gmina Lipno. (Leszno 2008)
- Wspomnienia z życia wielkopolskiego nauczyciela. (Leszno 2009)
- Stulecie Zespołu Szkół Ekonomicznych im. J. A. Komeńskiego w Lesznie 1912-2012. (Leszno 2012)
- Osieczna i jej dzieje. (Osieczna 2013)
- O Chazach i Chazakach. (Rawicz 2017)
- Wspomnienia z życia wielkopolskiego nauczyciela. Cz.2. (Leszno 2018)

## Odznaczenia[3]
- 1955 – Srebrny Krzyż Zasługi
- 1974 – Złoty Krzyż Zasługi
- 1979 – Medal Komisji Edukacji Narodowej
- 1982 – Krzyż Kawalerski Orderu Odrodzenia Polski
- 1983 – Odznaka „Za zasługi dla Województwa Leszczyńskiego”
- 1986 – Tytuł Honorowy „Zasłużony Nauczyciel PRL”
- 1991 – Odznaka „Za zasługi dla Postępu Pedagogicznego”
- 2002 – Krzyż Oficerski Orderu Odrodzenia Polski
- 2008 – Odznaczenie „Zasłużony dla Miasta Leszna”

Stanisław Jędraś jest honorowym obywatelem miasta Leszna oraz honorowym obywatelem gminy Rawicz.

## Życie prywatne
Jest dziesiątym z jedenaściorga dzieci Jana (1872–1931) i Katarzyny z domu Niedźwiedź (1884–1965). W 1959 roku wziął ślub z Krystyną Rzepkówną (Rzepczanką) (1927–2022). Jest ojcem dwóch synów: Pawła (ur. 1960) i Sławomira (ur. 1963).